# Präfixe und Suffixe in der Chemie
Präfixe und Suffixe sind in der Chemie Teile der Nomenklatur von Verbindungen. Dabei bilden sie mit dem Stammsystem einer Verbindung die Bezeichnung für diese. Ein Präfix ist eine dem Stammsystem vorgestellte Silbe und ein Suffix die nachgestellte Silbe. Die Regeln für Präfixe und Suffixe in der Organischen Chemie werden von der IUPAC im sogenannten Blue Book festgelegt. Die allgemein gebräuchliche chemische Fachsprache folgt diesen Regeln nicht immer konsequent.

## Gebrauch

3,5-Dibrom-2-chlor-5-ethyl-1-nitrooctan
(Farbig markiert sind die vier alphabetisch sortierten Präfixe im Namen)

Propan-2-ol oder 2-Propanol

Pentansäure oder Butancarbonsäure

Die Nomenklatur verfährt dabei wie folgt: Die funktionellen Gruppen und die Seitenketten werden nach den IUPAC-Regeln in alphabetischer Reihenfolge genannt, dabei zählen Zählsilben wie di-,tri- usw. nicht für die Reihenfolge. Die Ziffer, die angibt, an welcher Stelle die funktionelle Gruppe liegt, wird durch einen Bindestrich getrennt und vor dem Präfix und dem Stammnamen geschrieben. Es können auch mehrere Präfixe vor einem Stammnamen stehen, dann werden sie einfach durch einen Bindestrich getrennt, wie am Beispiel des 3,5-Dibrom-2-chlor-5-ethyl-1-nitrooctan zu sehen ist. Der Stammname wird so gewählt, dass möglichst viele funktionellen Gruppen und Seitenketten in diesem enthalten sind.
Es gibt funktionelle Gruppen, wie die Hydroxygruppe (–OH), die entweder als Präfix (Hydroxy-) oder als Suffix (-ol) geschrieben werden können. Dabei kommt es in der Regel auf die anderen funktionellen Gruppen an.
Es darf nur eine funktionelle Gruppe als Suffix fungieren; wenn es mehrere funktionelle Gruppen gibt, dann wird die ranghöchste als Suffix formuliert. Alle weiteren werden dann durch Präfixe beschrieben, dies geschieht in der oben genannten Reihenfolge. Zudem werden bei der Bezeichnung der Substituenten von Seitenketten nur Präfixe und keine Suffixe verwendet. Die Stellungsziffer des als Suffix bezeichneten Substituenten kann auch vor dem Suffix stehen wie beim Propan-2-ol oder direkt vorne, dann würde man es als 2-Propanol bezeichnen.
Bei vielen funktionellen Gruppen gibt es ein C-Atom, das entweder als Teil der Stammkette angesehen werden kann oder auch nicht. Daher gibt es zwei Möglichkeiten, diese funktionelle Gruppe als Suffix zu bezeichnen. Zählt man zum Beispiel bei der Carbonsäure das C-Atom der Carboxygruppe (–COOH) der Stammkette hinzu, ergibt sich die Bezeichnung durch das Suffix „-säure“. Wenn man jedoch das C-Atom der Carboxygruppe nicht als Teil der Stammkette betrachtet, so ergibt sich die Bezeichnung durch das Suffix „-carbonsäure“.

## Beispiele
| Verbindungsklasse             | funktionelle Gruppe | Präfix                | Suffix                                    | Beispiel mit Namen                                         |
| ----------------------------- | ------------------- | --------------------- | ----------------------------------------- | ---------------------------------------------------------- |
| Diazonium- salze              |                     |                       | -diazonium- salz                          | Benzoldiazoniumchlorid                                     |
| Ammonium- salze               |                     |                       | -ammonium- salz                           | Tetramethylammoniumchlorid                                 |
| Salze von Carbonsäuren        |                     |                       | -oat                                      | Natriumpropanoat                                           |
| Carbonsäure                   | –COOH               | Carboxy-              | -säure -carbonsäure                       | CH3–COOH Essigsäure Ethylencarbonsäure                     |
| Salze von Sulfonsäuren        |                     |                       | -sulfonat                                 | Natriumbenzolsulfonat                                      |
| Sulfonsäure                   | –SO3H               | Sulfo-                | -sulfonsäure                              | C6H5SO3H Benzolsulfonsäure                                 |
| Carbonsäure- ester            | –COOR               | Alkoxycarbonyl-       | -carbonsäure- alkylester -säurealkylester | CH3–COOCH3 Essigsäuremethylester                           |
| Carbonsäure- halogenide       | –COHal              | Halogencarbonyl-      | -carbonsäure- halogenid -säurehalogenid   | CH3–COCl Essigsäurechlorid                                 |
| Carbonsäure- amide            | –CONH2              | Carbamoyl-            | -carbonsäureamid -säureamid               | CH3–CH2–CONH2 Propansäureamid                              |
| alkylierte Carbonsäure- amide | –CONHR (–CONR2)     | Alkylamino- carbonyl- | -carbonsäure- alkylamid -säurealkylamid   | CH3–CH2–CON(CH3)2 Propansäuredimethylamid                  |
| Nitrile                       | –CN                 | Cyano-                | -carbonsäurenitril -säurenitril           | CH3–CH2–CN Propansäurenitril (Cyanoethan)                  |
| Aldehyd                       | –CHO                | Oxo-(Formyl-)         | -al                                       | CH2O Oxomethan (Formaldehyd) CH3–CHO Ethanal (Acetaldehyd) |
| Ketone                        |                     | Oxo-                  | -on                                       | Propanon (Aceton)                                          |
| Alkohole                      | –OH                 | Hydroxy-              | -ol                                       | CH3–CH2–OH Ethanol (Hydroxyethan)                          |
| Phenole                       | –OH                 | Hydroxy-              |                                           | C6H5OH Phenol (Hydroxybenzol)                              |
| Ether                         | –OR                 | Alkoxy-               |                                           | CH3–CH2–O–CH3 Ethylmethylether (Methoxyethan)              |
| Peroxide                      | –O–O–R              | -peroxy-              |                                           | 2-Hydroperoxypropan                                        |
| Thioalkohole                  | –SH                 | Mercapto-             | -thiol                                    | CH3–CH2–SH Ethanthiol (Mercaptoethan)                      |
| Epoxide (Oxirane)             |                     | Epoxy-                |                                           | Epoxypropan (Methyloxiran)                                 |
| Amine                         | –NH2 –NH–R          | Amino- Alkylamino-    |                                           | CH3–NH2 Methylamin CH3–CH2–NH–CH3 N-Methylaminoethan       |
| Nitro- verbindungen           | –NO2                | Nitro-                |                                           | CH3–CH2–NO2 Nitroethan                                     |
| Nitroso- verbindungen         | –NO                 | Nitroso-              |                                           | C6H5–NO Nitrosobenzol                                      |
| Iod- verbindungen             | –I                  | Iod-                  |                                           | CH3I Iodmethan                                             |
| Brom- verbindungen            | –Br                 | Brom-                 |                                           | CH2Br2 Dibrommethan                                        |
| Chlor- verbindungen           | –Cl                 | Chlor-                |                                           | HCCl3 Trichlormethan (Chloroform)                          |
| Fluor- verbindungen           | –F                  | Fluor-                |                                           | F2HC–CHF2 1,1,2,2-Tetrafluorethan                          |